# Mia Manganello
Mia Kilburg Manganello, née le 27 octobre 1989 à Crestview en Floride, est une patineuse de vitesse américaine qui a aussi été coureuse cycliste.

## Palmarès patinage de vitesse

### Jeux olympiques d'hiver
| Épreuve / Édition   | 500 mètres | 1 000 mètres | 1 500 mètres | 3 000 mètres | 5 000 mètres | Mass start | Poursuite par équipes               |
| JO 2018 Pyeongchang | —          | —            | 22e          | —            | —            | —          | Médaille de bronze, Jeux olympiques |

Légende :
- : première place, médaille d'or
- : deuxième place, médaille d'argent
- : troisième place, médaille de bronze
- : pas d'épreuve
- — : Non disputée par la patineuse
- DSQ : disqualifiée

## Palmarès cyclisme sur route
- 2016
  - 2e étape de San Dimas Stage Race